# Aveize
Aveize (Aveizi en francoprovençal du Pays lyonnais) est une commune française, située à 783 m d’altitude dans le département du Rhône en région Auvergne-Rhône-Alpes.

## Géographie

### Localisation
Aveize se situe au cœur des monts du Lyonnais, sur la ligne de partage des eaux Atlantique-Méditerranée, à 3 km au sud de Sainte-Foy-l'Argentière.

### Géologie et relief
La commune est classée en zone de sismicité 2, correspondant à une sismicité faible.

### Hydrographie
La commune est arrosée principalement au sud par la Gimond, affluent de la Coise, qui conflue au nord de Saint-Médard-en-Forez.
Au nord-ouest, le ruisseau du Bourdat coule près du hameau de l'Argentière avant de se jeter dans la Brévenne dont une partie du cours sépare Aveize de Souzy. En outre, la commune est arrosée par les ruisseaux d'Orjolle, qui marque sa limite nord-est, et Orzon, qui marque sa limite sud-est.

### Climat
Pour des articles plus généraux, voir Climat d'Auvergne-Rhône-Alpes et Climat du Rhône.
En 2010, le climat de la commune est de type climat des marges montargnardes, selon une étude du Centre national de la recherche scientifique s'appuyant sur une série de données couvrant la période 1971-2000. En 2020, Météo-France publie une typologie des climats de la France métropolitaine dans laquelle la commune est exposée à un climat de montagne ou de marges de montagne et est dans la région climatique Nord-est du Massif Central, caractérisée par une pluviométrie annuelle de 800 à 1 200 mm, bien répartie dans l’année.
Pour la période 1971-2000, la température annuelle moyenne est de 9,5 °C, avec une amplitude thermique annuelle de 16,4 °C. Le cumul annuel moyen de précipitations est de 963 mm, avec 10,6 jours de précipitations en janvier et 7,5 jours en juillet. Pour la période 1991-2020, la température moyenne annuelle observée sur la station météorologique de Météo-France la plus proche, « Saint-Symphorien-C », sur la commune de Saint-Symphorien-sur-Coise à 6 km à vol d'oiseau, est de 10,5 °C et le cumul annuel moyen de précipitations est de 861,2 mm,. Pour l'avenir, les paramètres climatiques de la commune estimés pour 2050 selon différents scénarios d'émission de gaz à effet de serre sont consultables sur un site dédié publié par Météo-France en novembre 2022.

## Urbanisme

### Typologie
Au 1er janvier 2024, Aveize est catégorisée commune rurale à habitat dispersé, selon la nouvelle grille communale de densité à sept niveaux définie par l'Insee en 2022.
Elle est située hors unité urbaine. Par ailleurs la commune fait partie de l'aire d'attraction de Lyon, dont elle est une commune de la couronne,. Cette aire, qui regroupe 397 communes, est catégorisée dans les aires de 700 000 habitants ou plus (hors Paris),.

### Occupation des sols
L'occupation des sols de la commune, telle qu'elle ressort de la base de données européenne d’occupation biophysique des sols Corine Land Cover (CLC), est marquée par l'importance des territoires agricoles (76,2 % en 2018), en diminution par rapport à 1990 (77,8 %). La répartition détaillée en 2018 est la suivante : 
prairies (45,7 %), zones agricoles hétérogènes (30,5 %), forêts (22,2 %), zones urbanisées (1,6 %). L'évolution de l’occupation des sols de la commune et de ses infrastructures peut être observée sur les différentes représentations cartographiques du territoire : la carte de Cassini (XVIIIe siècle), la carte d'état-major (1820-1866) et les cartes ou photos aériennes de l'IGN pour la période actuelle (1950 à aujourd'hui).

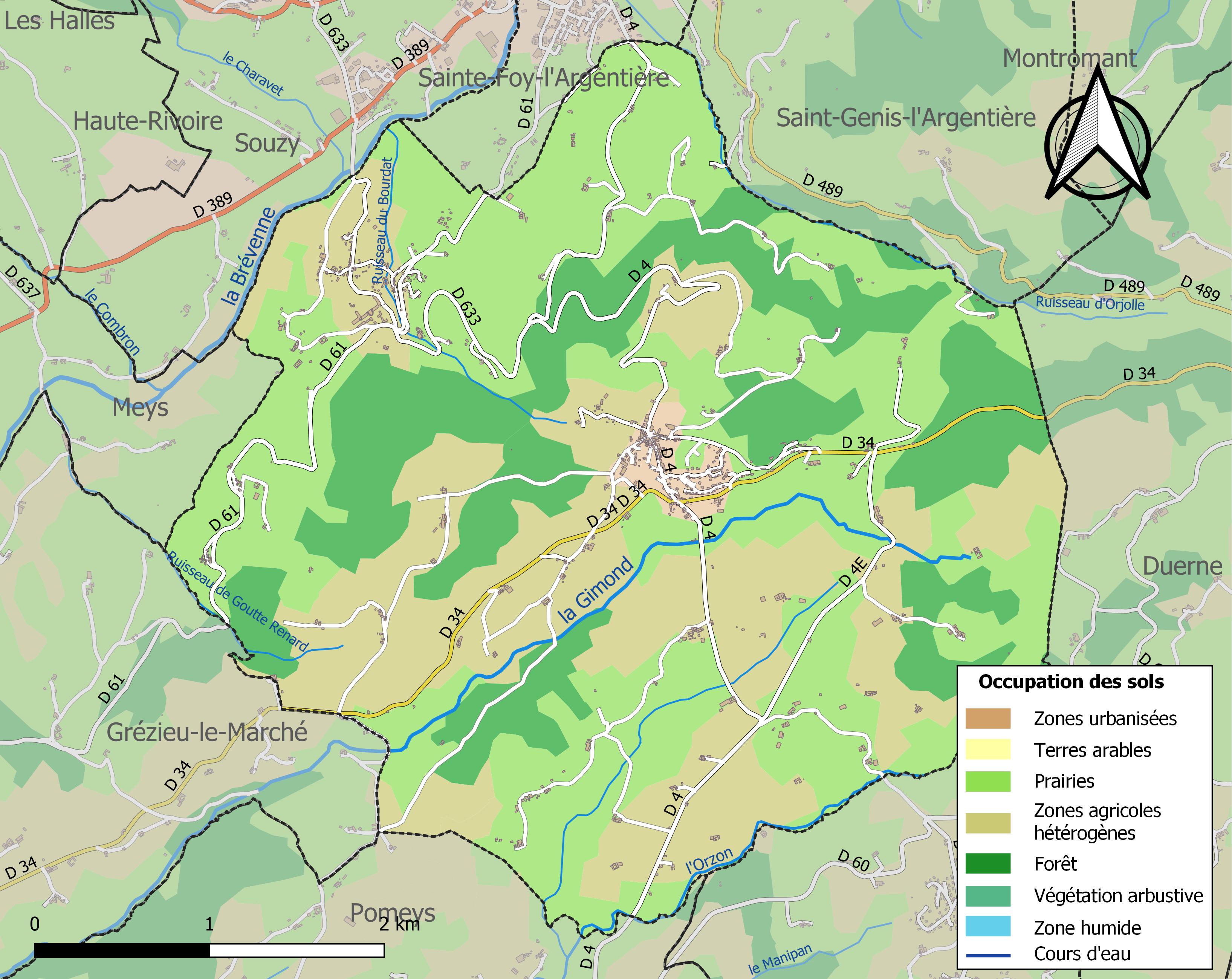
Carte des infrastructures et de l'occupation des sols de la commune en 2018 (CLC).

### Logement
En 2013, le nombre total de logements dans la commune était de 445.
Parmi ces logements, 86,2 % étaient des résidences principales, 6,1 % des résidences secondaires et 7,7 % des logements vacants.
La part des ménages propriétaires de leur résidence principale s’élevait à 80,8 %.

## Toponymie
Attesté en 974 sous la forme Avesias, ce toponyme est par ailleurs très répandu régionalement : on peut citer entre autres Avey (Avesiis au Moyen Âge) près de Saint-Martin-Lestra, Les Avaizes, désignant plusieurs lieux-dits du Jarez et du Brionnais-Charolais, Côte-d'Aveize près de Saint-Christo-en-Jarez, Aveizieux dans la Loire.
Les études régionales de toponymie l'attribuent à une racine prélatine désignant une forêt, soit de chênes pour Anne-Marie Vurpas et Claude Michel (racine *Abasia ou *Avasia) soit de sapins pour Mario Rossi  (racine *Abete).
D'autres auteurs font remonter Aveize à un nom propre gallo-romain (Avitios latinisé en Avitius),.
L'explication locale voulant faire dériver le nom du village du verbe aviser (« regarder », de par le point de vue élevé offert sur la vallée de la Brévenne) n'est retenue ni même évoquée par aucun ouvrage de toponymie.
Les habitants d'Aveize sont appelés les Aveizois.

## Histoire
Dans la Gaule antique, le territoire d'Aveize faisait partie du pays des Ségusiaves, qui peuplaient la rive droite du Rhône. Les Romains occupent le territoire, ils exploitent dès lors des mines d'argent au lieu dit l'Argentière.

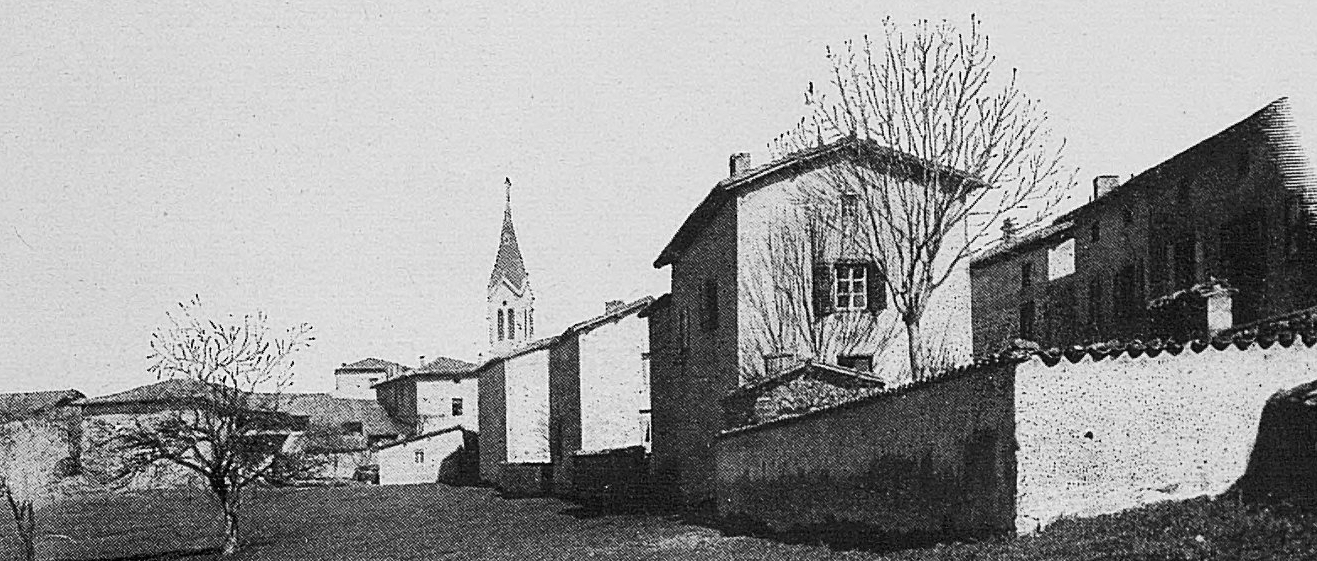
Le village au début du XXe siècle.

Un acte du mois d'avril 973, donne des informations sur les origines du village. Il s'agit d'une donation, en faveur de l'Abbaye de Savigny (Rhône), de terres situées sur le territoire de Grézieu, dans le village d'Aveize.
Le chapitre noble de L’Argentière a pour origine un prieuré fondé en 1273 par Aimé de Coise, écuyer. En 1776, il fut transformé en chapitre noble de chanoinesses. En 1779, il bénéficia d’une partie des biens de l’abbaye de Savigny. Le chapitre avait à sa tête une prieure assistée d’une sous-prieure et d’une sacristaine. Il exerçait juridiction complète à Aveize. En 1804 y est installé un petit séminaire.
Après 1905, ces bâtiments deviennent établissement de soins.

## Politique et administration

### Administration municipale

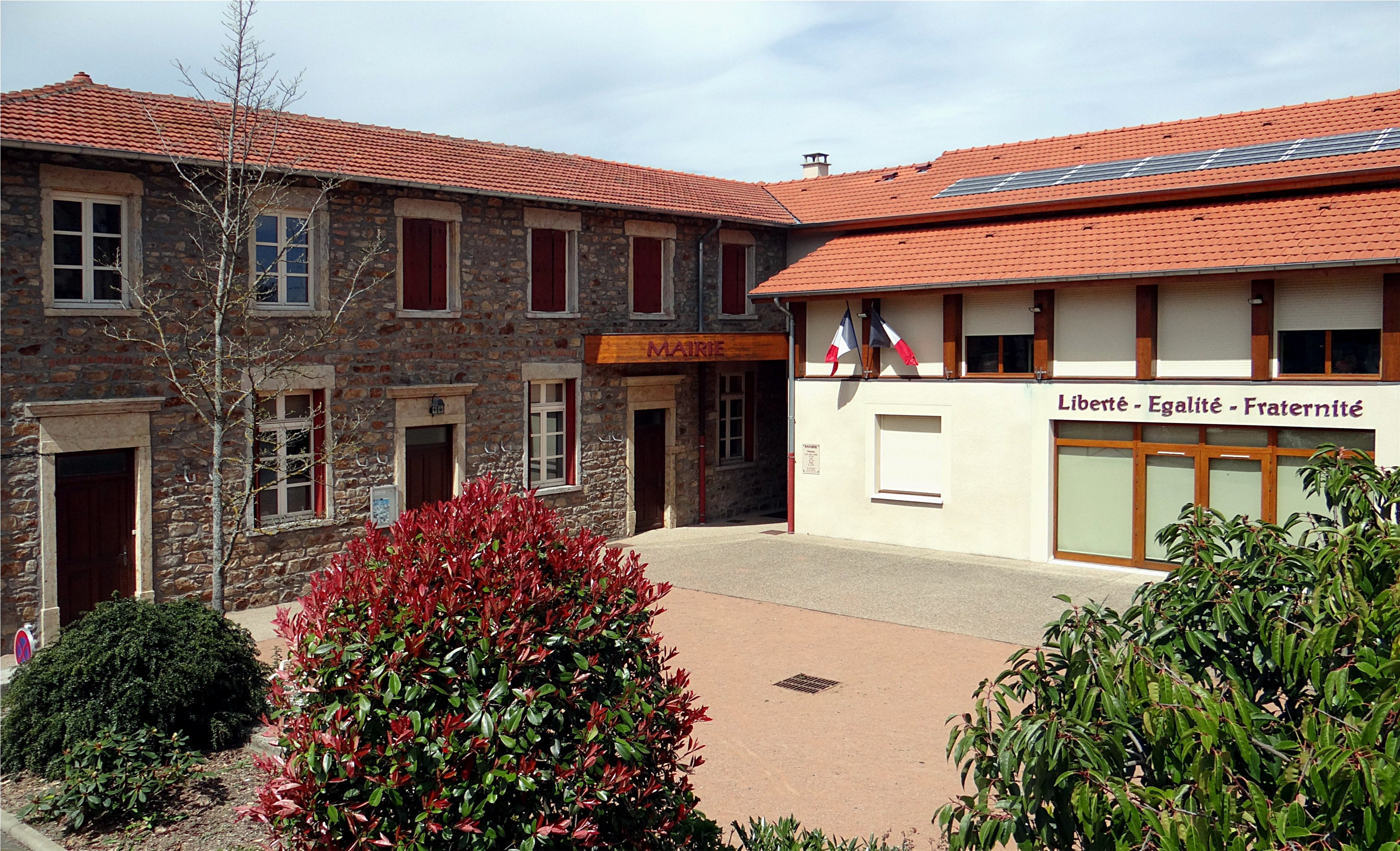
Mairie.

| Période                                  | Période  | Identité                     | Étiquette | Qualité |
| ---------------------------------------- | -------- | ---------------------------- | --------- | ------- |
| 2009                                     | En cours | Michel Bonnier               |           |         |
| 1995                                     | 2009     | Paul Ronzon                  |           |         |
| 1977                                     | 1995     | Guy Vernay                   |           |         |
| 1971                                     | 1977     | Antoine Rivoire              |           |         |
| 1953                                     | 1971     | Jean-Marie Delorme           |           |         |
| 1945                                     | 1953     | Etienne Bissardon            |           |         |
| 1944                                     | 1945     | Jean Casset                  |           |         |
| 1927                                     | 1944     | Jean-Benoit Vericel          |           |         |
| 1925                                     | 1927     | Pierre Civier                |           |         |
| 1895                                     | 1925     | Jean-Baptiste-François Guyot |           |         |
| 1872                                     | 1895     | Jean-Baptiste Guyot          |           |         |
| 1866                                     | 1872     | Jean-Marie Delorme           |           |         |
| 1860                                     | 1866     | Etienne Grange               |           |         |
| 1830                                     | 1832     | Antoine Néel                 |           |         |
| 1813                                     | 1830     | Jean Dupré                   |           |         |
| 1804                                     | 1813     | Guillaume Eymin              |           |         |
| 1798                                     | 1804     | Antoine Besson               |           |         |
| 1797                                     | 1798     | Pierre Guyot                 |           |         |
| 1793                                     | 1797     | Antoine Besson               |           |         |
| 1790                                     | 1793     | Jean Dupré                   |           |         |
| Les données manquantes sont à compléter. |          |                              |           |         |

### Intercommunalité
Aveize fait partie de la communauté de communes des monts du Lyonnais.

## Population et société

### Démographie
L'évolution du nombre d'habitants est connue à travers les recensements de la population effectués dans la commune depuis 1793. Pour les communes de moins de 10 000 habitants, une enquête de recensement portant sur toute la population est réalisée tous les cinq ans, les populations de référence des années intermédiaires étant quant à elles estimées par interpolation ou extrapolation. Pour la commune, le premier recensement exhaustif entrant dans le cadre du nouveau dispositif a été réalisé en 2006.

En 2022, la commune comptait 1 108 habitants, en évolution de −2,46 % par rapport à 2016 (Rhône : +3,93 %, France hors Mayotte : +2,11 %).
| 1793 | 1800 | 1806  | 1821  | 1831  | 1836  | 1841  | 1846  | 1851  |
| ---- | ---- | ----- | ----- | ----- | ----- | ----- | ----- | ----- |
| 987  | 952  | 1 098 | 1 119 | 1 071 | 1 159 | 1 174 | 1 208 | 1 226 |

| 1856  | 1861  | 1866  | 1872  | 1876  | 1881  | 1886  | 1891  | 1896  |
| ----- | ----- | ----- | ----- | ----- | ----- | ----- | ----- | ----- |
| 1 348 | 1 399 | 1 489 | 1 385 | 1 375 | 1 320 | 1 381 | 1 279 | 1 234 |

| 1901  | 1906  | 1911 | 1921  | 1926  | 1931  | 1936  | 1946 | 1954  |
| ----- | ----- | ---- | ----- | ----- | ----- | ----- | ---- | ----- |
| 1 226 | 1 231 | 953  | 1 690 | 1 206 | 1 362 | 1 391 | 920  | 1 230 |

| 1962  | 1968 | 1975 | 1982 | 1990 | 1999 | 2006  | 2011  | 2016  |
| ----- | ---- | ---- | ---- | ---- | ---- | ----- | ----- | ----- |
| 1 023 | 917  | 803  | 810  | 904  | 940  | 1 063 | 1 121 | 1 136 |

| 2021  | 2022  | - | - | - | - | - | - | - |
| ----- | ----- | - | - | - | - | - | - | - |
| 1 115 | 1 108 | - | - | - | - | - | - | - |

### Enseignement
Aveize dispose :
- d'une école qui accueille les élèves depuis la maternelle jusqu'à la fin du primaire : l'école des 4 horizons ;
- d'un Institut de formation Aide Soignant de l'Argentière.

### Santé
Les services de santé sont pour la plupart regroupés à : Saint-Symphorien-sur-Coise, Saint-Martin-en-Haut, Sainte-Foy-l'Argentière.

### Sports et Loisirs
Aveize dispose d'une salle des sports ainsi que de deux stades de football dont l'un en gore et l'autre en herbe, ce dernier étant généralement réservé aux matchs officiels et aux compétitions.
Les activités sportives sur Aveize :
- badminton ;
- boule lyonnaise ;
- football Hauts Lyonnais ;
- piscines intercommunales ;
- tennis ;
- triathlon ;
- yoga.

43 km de sentiers pédestres balisés sur la commue.
Ferme pédagogique et de découverte de la Courtine sur les terrains de M. et Mme Jullien. (accueil toute l'année avec ateliers et goûters d'anniversaire)

## Économie

### Revenus de la population et fiscalité
Le nombre de ménages fiscaux en 2013 était de 377 et la  médiane du revenu disponible par unité de consommation  de 20 086,10 €.

### Emploi
En 2013, le nombre total d’emploi au lieu de travail était de 451.
Entre 2008 et 2013, la variation de l'emploi total (taux annuel moyen) a été de - 1,4 %. En 2013, le taux d’activité de la population âgée de 15 à 64 ans s'élevait à 67,8 % contre un taux de chômage de 5,1 %.

### Entreprises et commerces
En 2015, le nombre d'établissements actifs était de 83 dont 24 dans l'agriculture-sylviculture-pêche, 4 dans l'industrie, 10 dans la construction, 40 dans le commerce-transports-services divers et 5 relatifs au secteur administratif.
Cette même année, 6 entreprises ont été créées, dont 4 par des auto-entrepreneurs.

## Culture locale et patrimoine

### Lieux et monuments

#### L'église Saint-Pierre
Bâtie en 1883, l'église de style gothique possède un clocher en façade à deux étages de baies géminées.

#### Le centre médical de l'Argentière
Bâti en 1273 par le seigneur Aymon de Coise, ce lieu est à l'origine un prieuré. Placé sous l'ordre des Bénédictines, il accueille plusieurs religieuses issues des grandes familles des alentours. À cause de l'insécurité qui règne à l'époque, l'architecture initiale comprend un dispositif de défense composé de tourelles, hourds en bois et de mâchicoulis. Toutefois, de cette structure, il ne subsiste aujourd'hui que le porche.
À la suite de la Révolution, au cours de laquelle une grande partie des bâtiments sont détruits, le lieu accueille un séminaire auparavant installé à Roche, dans les monts du Forez. En 1802, l'archidiocèse de Lyon est placé sous l'autorité de l'oncle de Napoléon, le cardinal Fesch. Ce dernier, qui souhaite faire de l'Argentière son « séminaire particulier », entreprend alors la rénovation et l'agrandissement des lieux afin d'y accueillir les meilleurs élèves provenant des plus grandes familles de la région.
Après la séparation de l'Église et de l'État en 1905, les bâtiments sont réaménagés d'abord en hospice puis en sanatorium en 1945. En 1974 est créer un service de traumatisés crâniens puis en 1980 est ouvert un d’un service de réadaptation des brûlés.

### Espaces verts et fleurissement
En 2014, la commune obtient le niveau « deux fleurs » au concours des villes et villages fleuris.

### Généalogie
- L'association Les généalogistes de la vallée du Gier ou Geneagier a numérisé les registres (1667-1895) et les publie sur son site Internet[30]. Comme toutes les communes du Rhône, ils sont également consultables sur le site des archives départementales.

### Manifestations culturelles et festivités
Liste des festivités
- Janvier - 2e dimanche : LES VŒUX DU MAIRE
- Février - 1er WE : DÉGUSTATION DE CHEVREUIL, offerte par les chasseurs
- Mars - 1er WE : BIKE & RUN, organisé par le Triathlon Club des Monts du Lyonnais
- Avril - 2è WE : SPECTACLE de la Saison Culturelle
- Mai - 3è WE : RANDONNÉE PÉDESTRE "La Balade des Hirondelles", organisée par le Groupe d'Animation en lien avec toutes les associations d'Aveize. A cette occasion une EXPOSITION sur le thème de la nature est organisée par la Médiathèque.
- Mai ou Juin - FÊTE DES CLASSES, des conscrits de l'année
- Juin - le 21 : FÊTE DE LA MUSIQUE organisée par l'APEL.

dernier WE : FÊTE DU VILLAGE organisée par l'École et la Paroisse
- Juillet - 2ème vendredi : Marché Nocturne et feu d'artifice
- Octobre - 1er WE : SPECTACLE de la Saison Culturelle
- Novembre - Théâtre par la troupe "LES SEMEURS DE VENT", tous les 2 ans, plusieurs représentations
- Décembre - Le 8 : ILLUMINATIONS organisées par le Groupe d'Animation, dégustation de vin et marrons chauds

2è WE : SPECTACLE DE NOEL des enfants de l'école